# Hewlett Neck
Hewlett Neck és una població dels Estats Units a l'estat de Nova York. Segons el cens del 2000 tenia 504 habitants.

## Demografia
Segons el cens del 2000, Hewlett Neck tenia 504 habitants, 155 habitatges, i 139 famílies. La densitat de població era de 926,6 habitants/km².
Dels 155 habitatges en un 51% hi vivien nens de menys de 18 anys, en un 85,2% hi vivien parelles casades, en un 1,9% dones solteres, i en un 10,3% no eren unitats familiars. En el 8,4% dels habitatges hi vivien persones soles el 6,5% de les quals corresponia a persones de 65 anys o més que vivien soles. El nombre mitjà de persones vivint en cada habitatge era de 3,25 i el nombre mitjà de persones que vivien en cada família era de 3,39.
Per edats la població es repartia de la següent manera: un 33,1% tenia menys de 18 anys, un 5,8% entre 18 i 24, un 21,8% entre 25 i 44, un 26% de 45 a 60 i un 13,3% 65 anys o més.
L'edat mediana era de 39 anys. Per cada 100 dones de 18 o més anys hi havia 95,9 homes.
La renda mediana per habitatge era de 171.612 $ i la renda mediana per família de 181.530 $. Els homes tenien una renda mediana de 100.000 $ mentre que les dones 48.333 $. La renda per capita de la població era de 88.049 $. Cap de les famílies i l'1,2% de la població estaven per davall del llindar de pobresa.